# Strach
Strach (en polonès Por) una pel·lícula policial polonesa de 1975 dirigida per Antoni Krauze basada en la novel·la de Zbigniew Safjan, que també va ser l'autor del guió.

## Repartiment
- Joanna Żółkowska - Agnieszka Pawelczyk
- Grzegorz Warchoł – Wojciech Wilak
- Henryk Bąk - cap Aleksander Wata
- Izabella Olszewska – Alicja, la mare d'Agnieszka
- Jerzy Trela - tinent MO Węglewski
- Halina Gryglaszewska - Janina, la dona de Wata
- Tadeusz Szaniecki - fiscal Wiktor Grzybin
- Ryszard Kotys – Bogutek, el conductor
- Maciej Góraj – Krzemek, conductor, amic de Bogutek
- Marian Cebulski – Una mica
- Eugenia Horecka - cap
- Leszek Kubanek - sergent MO Świdor
- Wiesław Kowalczyk – Lewandowski
- Roman Stankiewicz - Roman Pilarek, director adjunt de l'empresa de construcció
- Halina Wyrodek – Danka
- Henryk Hunko - un home que dorm a un hotel de treballadors
- Wanda Kruszewska - membre del personal de Przedsiębiorstwo Budowlane
- Józef Morgała - un convidat a una festa de ball en un restaurant
- Jerzy Stuhr - un treballador d'un hotel de treballadors
- Wiesław Wójcik – treballador d'un hotel de treballadors
- Krystyna Tkacz - una cantant al local
- Zofia Czerwińska - dona a l'administració de l'empresa; no està al capdavant
- Ewa Dałkowska – una dona ballant al restaurant; no està al capdavant
- Juliusz Grabowski – director; no està al capdavant
- Andrzej Mrozek - un home arreglant una paret de partició amb el gerent

## Premis
1975: Festival Internacional de Cinema de Sant Sebastià - Premi al debut com a director.